# Pseudodoniella
Pseudodoniella is een geslacht van wantsen uit de familie van de Miridae (Blindwantsen). Het geslacht werd voor het eerst wetenschappelijk beschreven door China & Carvalho in 1951.

## Soorten
Het genus bevat de volgende soorten:

- Pseudodoniella chinensis L.Y. Zheng, 1992
- Pseudodoniella pacifica China & Carvalho, 1951
- Pseudodoniella typica (China & Carvalho, 1951)